# Slupy typu Kingfisher
Slupy typu Kingfisher – brytyjskie slupy z okresu II wojny światowej wykorzystywane przez Royal Navy głównie do zadań eskortowych. Zbudowano dziewięć okrętów, trzech podtypów.

## Historia
Projekt nowych okrętów eskortowych powstał w wyniku próby obejścia ograniczeń zbrojeniowych, które narzucał Traktat Londyński. Wymagało to zbudowania okrętów o wyporności mniejszej niż 600 ton, których nie obejmował traktat. W czasie wojny okręty miały ochraniać żeglugę w rejonach przybrzeżnych. Ze względu na niewielkie wymiary i relatywnie słabe uzbrojenie, okręty nie były przewidziane do operowania na otwartych wodach oceanicznych i działały głównie w rejonie Morza Północnego.

## Okręty
| Nazwa (nr taktyczny) | Rozpoczęcie budowy | Data wodowania    | Wejście do służby |
| Podtyp Kingfisher    | Podtyp Kingfisher  | Podtyp Kingfisher | Podtyp Kingfisher |
| -------------------- | ------------------ | ----------------- | ----------------- |
| HMS Kingfisher (L80) | 01.06.1934         | 14.02.1935        | 18.06.1935        |
| HMS Mallard (L42)    | 12.06.1935         | 26.03.1936        | 15.07.1936        |
| HMS Puffin (L52)     | 12.06.1935         | 05.05.1936        | 26.08.1936        |
| Podtyp Kittiwake     |                    |                   |                   |
| HMS Kittiwake (L30)  | 07.04.1936         | 30.11.1936        | 29.04.1937        |
| HMS Sheldrake (L06)  | 21.04.1936         | 28.01.1937        | 01.07.1937        |
| HMS Widgeon (L62)    | 08.03.1937         | 02.02.1938        | 16.06.1938        |
| Podtyp Shearwater    |                    |                   |                   |
| HMS Shearwater (L39) | 15.08.1938         | 18.04.1939        | 07.09.1939        |
| HMS Guillemot (L89)  | 22.08.1938         | 06.07.1939        | 28.10.1939        |
| HMS Pintail (L21)    | 22.08.1938         | 18.08.1939        | 28.11.1939        |